# 괌 축구 협회
괌 축구 협회(영어: Guam Football Association)는 괌의 축구 협회이다. 국제축구연맹(FIFA)과 아시아 축구 연맹(AFC)에 가입되어 있다. 괌 사커 리그, 괌 축구 국가대표팀 등을 관리하고 FA컵 등의 공식 경기를 주최한다.

## 같이 보기
- 아시아 축구 연맹
- 동아시아 축구 연맹
- 괌 축구 국가대표팀
- 괌 여자 축구 국가대표팀
- 괌 사커 리그